# 汉高公司
漢高公司（德語：Henkel KGaA）是一家德國公司，成立於1876年，總部在德國杜塞爾多夫，主營化工產品，包括洗滌劑和清潔劑、化妝品和護膚品、接著劑和密封膠等。旗下主要品牌有寶瀅，施華蔻，樂泰品牌Loctite，威滅COMBAT，絲蘊SYOSS，黛亞Dial等。

## 歷史
1876年由德國商人Fritz Henkel夥同另二人創立漢高，其第一項產品為清潔劑。原先總部是設於亞琛，至1878年總部搬往杜塞爾多夫。1886年於奧地利開設分公司，為漢高於德國以外首個進駐市場。1907年推出市場首個自作用洗衣粉，其在洗滌過程中釋放氧的革命性配方使大力搓揉衣物成為過去 - 寶瀅，1922年漢高開始生產接著劑，1955年歐洲第一款髮膠 - Taft，1969年發明口紅膠 - 百特（Pritt），1995年收購施華蔻（Schwarzkopft），2008年收購國民澱粉（接著劑和電子材料業務），2009年絲蘊（Syoss）上市，2016年收購Sun Products公司。